# Jorge Andrés Martínez
Jorge Andrés Martínez Barrios (Montevideo, 5 april 1983) is een Uruguayaans voetballer die sinds 2010 uitkomt voor Juventus FC. In het seizoen 2011-2012 komt hij op uitleenbasis uit voor AC Cesena.

## Clubcarrière
Martínez begon zijn voetbalcarrière in zijn thuisland bij Montevideo Wanderers FC waar hij 2000 zijn debuut maakte, in zijn eerste seizoen speelde hij 23 wedstrijden en dat getal liep de jaren daarop op tot 115 wedstrijden waarin hij 15 keer scoorde. Door die prestaties werd hij in 2006 verkocht aan een van de topclubs in Uruguay, Club Nacional de Football.
In zijn eerste jaar bij Nacional speelde Martínez slechts 15 wedstrijden maar het seizoen daarop ging het een stuk beter met Martínez en kwam hij tot meer dan 30 wedstrijden waarin hij 11 keer scoorde. Dit bleef niet onopgemerkt in Europa, Calcio Catania nam hem in de zomer van 2007 over van Nacional. Bij Catania maakt hij zijn debuut in een doelpuntloos gelijkspel tegen Genoa CFC. In totaal speelde Martínez 86 wedstrijden in het shirt van Catania voordat hij in 2010 voor 12 miljoen euro vertrok naar recordkampioen Juventus FC. Hij kon er geen basisplaats veroveren en wordt sinds 2011 uitgeleend aan AC Cesena.

## Interlandcarrière
Onder leiding van bondscoach Juan Ramón Carrasco maakte Martínez zijn debuut voor Uruguay op 8 juni 2003 in de vriendschappelijke uitwedstrijd tegen Zuid-Korea, evenals Cono Aguiar (CA Fénix), Alejandro Lago (CA Peñarol) en Diego Perrone (Danubio FC). Uruguay won dat duel met 2-0 door treffers van Germán Hornos en Sebastián Abreu.

## Cluboverzicht
| Seizoen  | Club                      | Competitie       | Duels | Goals |
| -------- | ------------------------- | ---------------- | ----- | ----- |
| 2000-'01 | Montevideo Wanderers FC   | Primera División | 33    | 2     |
| 2001-'02 | Montevideo Wanderers FC   | Primera División | 29    | 6     |
| 2002-'03 | Montevideo Wanderers FC   | Primera División | 26    | 7     |
| 2003-'04 | Montevideo Wanderers FC   | Primera División | 9     | 0     |
| 2004-'05 | Montevideo Wanderers FC   | Primera División | 13    | 2     |
| 2005-'06 | Montevideo Wanderers FC   | Primera División | 11    | 4     |
| 2005-'06 | Club Nacional de Football | Primera División | 15    | 3     |
| 2006-'07 | Club Nacional de Football | Primera División | 28    | 6     |
| 2007-'08 | Calcio Catania            | Serie A          | 31    | 8     |
| 2008-'09 | Calcio Catania            | Serie A          | 29    | 5     |
| 2009-'10 | Calcio Catania            | Serie A          | 25    | 9     |
| 2010-'11 | Juventus FC               | Serie A          | 14    | 0     |
| 2011-'12 | AC Cesena                 | Serie A          | 6     | 0     |
| 2011-'12 | AC Cesena                 | Serie A          | 1     | 1     |
|          |                           | Totaal           | 270   | 53    |